# Poundon
Poundon – osada i civil parish w Anglii, w Buckinghamshire, w dystrykcie (unitary authority) Buckinghamshire. W 2011 roku civil parish liczyła 114 mieszkańców. W XIV w. miejscowość nazywała się Powendone.